# كريستينا بوكشا
كريستينا بوكشا (مواليد 1 يناير 1998) هي لاعبة كرة مضرب إسبانية ولدت في مولدوفا، أفضل ترتيب لها كان ال110 وحصلت عليه في سبتمبر 2022.

## روابط خارجية
- كريستينا بوكشا على موقع رابطة محترفات التنس (الإنجليزية)
- كريستينا بوكشا على موقع الاتحاد الدولي لكرة المضرب (الإنجليزية)
- كريستينا بوكشا على موقع بطولة ويمبلدون (الإنجليزية)
- كريستينا بوكشا على موقع خلاصة التنس.كوم (الإنجليزية)
- كريستينا بوكشا على موقع إي إس بي إن.كوم (الإنجليزية)
- كريستينا بوكشا على موقع اللجنة الأولمبية الدولية (الإنجليزية)